# Gilles Sunu
Gilles Sunu (Châteauroux, Francia, 30 de marzo de 1991) es un futbolista  francés, nacionalizado togolés, que juega como delantero.
Es hijo de Mawuli Sunu exinternacional de Togo.

## Trayectoria
Llega al Arsenal F. C. en julio de 2007 y el 30 de agosto de 2011 fue traspasado al F. C. Lorient de Francia.

## Selección nacional
Ha sido internacional con la selección de fútbol sub-21 de Francia. En categoría absoluta lo es con Togo.

### Participaciones en Copas del Mundo
| Mundial                     | Sede     | Resultado    | Partidos | Goles |
| --------------------------- | -------- | ------------ | -------- | ----- |
| Copa Mundial Sub-20 de 2011 | Colombia | Cuarto lugar | 7        | 2     |

## Clubes
| Club                        | País       | Año       |
| --------------------------- | ---------- | --------- |
| Arsenal F. C.               | Inglaterra | 2009-2011 |
| Derby County F. C. (cedido) | Inglaterra | 2009-2010 |
| F. C. Lorient (cedido)      | Francia    | 2010-2011 |
| F. C. Lorient               | Francia    | 2011-2015 |
| Evian TG                    | Francia    | 2015      |
| Angers S. C. O.             | Francia    | 2015-2018 |
| BB Erzurumspor              | Turquía    | 2018-2019 |
| LB Châteauroux              | Francia    | 2020-2023 |